# تاسیملتئون
تاسیملتئون (انگلیسی: Tasimelteon) دارویی برای درمان اختلال خواب و بیداری غیر ۲۴ ساعته است.
شایع ترین عوارض جانبی آن شامل سردرد، خواب آلودگی، حالت تهوع (احساس بیماری) و سرگیجه است.